# عزلة الأحكوم (تعز)

تعديل مصدري - تعديل

عزلة الاحكوم هي إحدى عزل مديرية حيفان في محافظة تعز اليمنية ويبلغ تعداد سكانها 10988 نسمة حسب التعداد السكاني في اليمن لعام 2004.